# Margherita Paulas
Margherita Paulas (Vienna, 1912 – Roma, 27 febbraio 2000) è stata una ballerina austriaca.

## Biografia
Nasce a Vienna nel 1912 e viene battezzata col nome Margherita, ma da tutti è chiamata Greta. Inizia a ballare giovanissima e riesce ad entrare nella compagnia austriaca Schwartz. Agli inizi degli anni trenta conosce l'imprenditore italiano Enrico Mattei con il quale inizia una storia d'amore che sfocia nel matrimonio celebrato a Vienna il 29 marzo 1936.
Dopo il matrimonio segue il marito a Milano e gli rimane accanto in tutte le vicissitudini personali, politiche e lavorative sino alla sua prematura e misteriosa morte avvenuta il 27 ottobre 1962. Qualche anno dopo, si risposa con il generale d'aviazione Giuseppe Casero, che fu membro della prima commissione d'inchiesta sul "caso Mattei", membro della Loggia P2 e implicato nel Golpe Borghese. Negli anni successivi fa una vita appartata e il 27 febbraio 2000 muore a Roma.